# 布拉加多西奧鎮區 (密蘇里州佩米斯科特縣)
布拉加多西奧鎮區（英語：Braggadocio Township）是位於美國密蘇里州佩米斯科特縣的一個行政鎮區。

## 地方資料
布拉加多西奧鎮區的面積為133.01平方千米，當中陸地面積為132.62平方千米，而水域面積為0.39平方千米。根據2020年美國人口普查的數據，當地共有人口477人，而人口密度為每平方千米3.59人。